# Амір Алі Азарпіра
Амір Алі Азарпіра (перс. امیرعلی آذرپیرا; нар. 26 березня 2002, Тегеран) — іранський борець вільного стилю, срібний призер Кубку світу, бронзовий призер Олімпійських ігор.

## Життєпис
Боротьбою почав займатися з 9 років. тренується під керівництвом свого батька Хаміда Азарпіри. У 2021 році став чемпіоном світу серед молоді до 23 років. Наступного року повторив цей успіх на цих же змаганнях, а також став бронзовим призером чемпіонату світу серед молоді до 20 років та чемпіоном Азії серед молоді до 20 років.
У 2023 дебютував на дорослому чемпіонаті світу, посівши 8 місце, однак у 2024 зумів здобути ліцензію на Олімпійські ігри в Парижі через Олімпійський кваліфікаційний турнір в Бішкеці.
На Олімпіаді 22-річний іранський борець у першому турі змагань потрапив на фаворита цього турніру — бахрейнського борця аварського походження Ахмеда Тажудінова і поступився у рівній боротьбі з рахунком 3:4. Тажудінов потрапив до фіналу, тому це дало змогу іранцю поборотися за бронзову нагороду у втішному турнірі, чим він і скористався, здолавши у першій сутичці казаха Алішера Єргалі (6:1) та у поєдинку за бронзу чемпіона Олімпіади 2016 року і срібного призера Олімпіади 2020 року американця Кайла Снайдера (4:1).

## Спортивні результати на міжнародних змаганнях

### Виступи на Олімпіадах
| Змагання                    | Збірна | Вагова категорія          | Місце  |
| --------------------------- | ------ | ------------------------- | ------ |
| Літні Олімпійські ігри 2024 | Іран   | вільна боротьба, до 97 кг | Бронза |

### Виступи на Чемпіонатах світу
| Змагання                        | Збірна | Вагова категорія          | Місце |
| ------------------------------- | ------ | ------------------------- | ----- |
| Чемпіонат світу з боротьби 2023 | Іран   | вільна боротьба, до 92 кг | 8     |

### Виступи на Кубках світу
| Змагання                    | Збірна | Вагова категорія | Місце  |
| --------------------------- | ------ | ---------------- | ------ |
| Кубок світу з боротьби 2022 | Іран   | команда          | Срібло |

### Виступи на інших змаганнях
| Змагання                                                     | Збірна | Вагова категорія          | Місце  |
| ------------------------------------------------------------ | ------ | ------------------------- | ------ |
| Відкритий чемпіонат Загреба з боротьби 2023                  | Іран   | вільна боротьба, до 97 кг | Срібло |
| Турнір Степана Саргісяна 2023                                | Іран   | вільна боротьба, до 97 кг | Золото |
| Меморіал Імре Поляка та Яноша Варги 2023                     | Іран   | вільна боротьба, до 92 кг | 4      |
| Відкритий чемпіонат Загреба з боротьби 2024                  | Іран   | вільна боротьба, до 97 кг | Золото |
| Олімпійський кваліфікаційний турнір з боротьби 2024 (Бішкек) | Іран   | вільна боротьба, до 97 кг | Золото |

### Виступи на змаганнях молодших вікових груп
| Змагання                                                    | Збірна | Вагова категорія          | Місце  |
| ----------------------------------------------------------- | ------ | ------------------------- | ------ |
| Чемпіонат світу з боротьби до серед молоді до 23 років 2021 | Іран   | вільна боротьба, до 97 кг | Золото |
| Чемпіонат Азії з боротьби серед молоді до 20 років 2022     | Іран   | вільна боротьба, до 97 кг | Золото |
| Чемпіонат світу з боротьби серед молоді до 20 років 2022    | Іран   | вільна боротьба, до 97 кг | Бронза |
| Чемпіонат світу з боротьби серед молоді до 23 років 2022    | Іран   | вільна боротьба, до 97 кг | Золото |